# House (film, 1986)
Pour les articles homonymes, voir House.
Pour plus de détails, voir Fiche technique et Distribution.
House est un film américain réalisé par Steve Miner, sorti en 1986.

## Synopsis
Roger Cobb, vétéran de la guerre du Viêt Nam devenu écrivain, rend un jour visite à sa tante avec son fils Jimmy. Ce dernier disparaît subitement et sans explication. Les efforts de son père pour le retrouver usent son mariage et son travail. Plus tard, sa tante se suicide, laissant la maison inoccupée. Roger décide de s'y installer. C'est alors que les fantômes de la demeure commencent à s'en prendre à lui, utilisant sa culpabilité et ses propres terreurs contre lui. Finalement, Roger découvre un passage vers une dimension infernale, et y pénètre pour affronter les spectres de son passé (notamment celui de son ancien compagnon d'armes, Big Ben, capturé et torturé à mort par les Việt Cộng – cộng sản –, parce qu'il n'avait pas pu le protéger) et espérer sauver son fils.

## Fiche technique
- Titre : House
- Réalisation : Steve Miner
- Scénario : Ethan Wiley, d'après une histoire de Fred Dekker
- Musique : Harry Manfredini
- Photographie : Mac Ahlberg
- Montage : Michael N. Knue
- Production : Sean S. Cunningham
- Sociétés de production : New World Pictures & Sean S. Cunningham Films
- Société de distribution : New World Pictures
- Pays de production :  États-Unis
- Langue : Anglais
- Format : Couleur - Mono - 35 mm - 1.85:1
- Genre : Comédie horrifique et fantastique
- Durée : 93 min
- Budget : 3 millions de dollars
- Dates de sortie :
  - États-Unis : 28 février 1986
  - France : 4 juin 1986

## Distribution
- William Katt (VF : Hervé Bellon) : Roger Cobb
- George Wendt (VF : Jacques Balutin) : Harold Gorton
- Kay Lenz : Sandy Sinclair
- Richard Moll (VF : Sady Rebbot) : Big Ben
- Mary Stävin (VF : Anne Kerylen) : Tanya
- Michael Ensign : Chet Parker
- Steve Susskind (VF : Patrick Préjean) : Frank McGraw
- Susan French (VF : Monique Mélinand) : Elizabeth Hooper
- Alan Autry (VF : Alain Dorval) : Le policier n°1
- Steven Williams (VF : Tola Koukoui) : Le policier n°2
- Dwier Brown (VF : Joël Martineau) : Le lieutenant de l'unité
- Erik Silver (VF : Jackie Berger) : Jimmy
- Mark Silver (VF : Jackie Berger) : Jimmy
- James Calvert : L'épicier
- Mindy Sterling : La femme de la librairie
- Ron Carroll (VF : William Sabatier) : Un policier

## Autour du film
- Le tournage s'est déroulé aux studios Ren-Mar, à Los Angeles.
- Ce genre, mêlant étrange et humour noir, installa un style nouveau dans le domaine du cinéma d'épouvante : la comédie horrifique.

## Distinctions
- Prix de la critique, lors du Festival international du film fantastique d'Avoriaz 1986.
- Nomination au prix du meilleur second rôle masculin pour Richard Moll et meilleur second rôle féminin pour Kay Lenz, par l'Académie des films de science-fiction, fantastique et horreur en 1987.
- Nomination au prix du meilleur film, lors du festival Fantasporto en 1989.
- Licorne d'or au Festival international du film fantastique et de science-fiction de Paris.